# Kleszczynka
Kleszczynka [pronunciación en polaco: /klɛʂˈt͡ʂɨnka/] (Anteriormente Wilhelmsee) es un pueblo ubicado en el distrito administrativo de Gmina Złotów, dentro del Distrito de Złotów, Voivodato de Gran Polonia, en el oeste de Polonia central. Se encuentra aproximadamente a 9 kilómetros al sureste de Złotów y a 101 kilómetros al norte de la capital regional Poznań.
Para siglos, el área fue parte del Reino de Polonia y de la región de Polonia más Grande (a menudo llamada la "cuna de Polonia"), donde para principios del 10.º siglo formó el corazón del primer estado polaco. Durante las Particiones de Polonia en 1772, el área estuvo anexada por Prusia. De 1871 a 1945 el área era parte de Alemania. En 1945, se reunificó Polonia. 